# 释明海
釋明海（1968年—），男，汉族，湖北潜江人，中华人民共和国佛教僧人，中国佛教协会副会长。

## 生平
1991年毕业于北京大学哲学系。1989年开始留心佛学，1990年于北京广济寺结识禅宗大德净慧上人，从此归心佛门，潜心精研佛学专著。1992年9月，于河北省赵县柏林禅寺净慧上人座下披剃出家，1993年于洛阳白马寺受具足戒。多年来，积极参与柏林禅寺的兴复及“生活禅”夏令营的组织、弘法工作。2000年于净慧上人座下得预临济宗第四十五代传承。2005年于净慧上人座下再得曹洞宗第四十九代法脉传承。2010年11月30日—2012年11月9日摒息诸缘，于五台山潜心闭关修行。

## 社会兼职
明海法师现任中国佛教协会副会长、河北省佛教协会会长、柏林禅寺方丈、河北省佛学院院长等职。系第十二届、第十三届全国人大代表，第十届全国青联委员、第十届、十一届、十二届河北省政协常委、省政协民宗委副主任。并被中央民族大学、河北师范大学等高校礼聘为客座教授。2018年2月24日，当选为第十三届全国人大代表。